# Levi Pawling
Levi Pawling (* 25. Juli 1773 bei Norristown, Province of Pennsylvania; † 7. September 1845 ebenda) war ein US-amerikanischer Politiker. Zwischen 1817 und 1819 vertrat er den Bundesstaat Pennsylvania im US-Repräsentantenhaus.

## Werdegang
Levi Pawling besuchte die öffentlichen Schulen seiner Heimat und danach die University of Pennsylvania in Philadelphia. Nach einem Jurastudium und seiner 1795 erfolgten Zulassung als Rechtsanwalt begann er in Norristown und Philadelphia in diesem Beruf zu arbeiten. Damals war er auch Treuhänder der zur University of Pennsylvania gehörenden Liegenschaften. Im Jahr 1816 wurde er Vorsitzender einer Kommission, die Gelder für den Bau von Schleusen am Schuylkill River organisieren sollte. Politisch war er Mitglied der Föderalistischen Partei.
Bei den Kongresswahlen des Jahres 1816 wurde Pawling im zweiten Wahlbezirk von Pennsylvania in das US-Repräsentantenhaus in Washington, D.C. gewählt, wo er am 4. März 1817 die Nachfolge von John Hahn antrat. Bis zum 3. März 1819 konnte er eine Legislaturperiode im Kongress absolvieren. Im Jahr 1818 war Levi Pawling auch Ortsvorsteher von Norristown. Außerdem wurde er Vorstandsmitglied der Bank of Montgomery County. Er starb am 7. September 1845 in seiner Heimatstadt Norristown.